# 东风-21中程弹道导弹

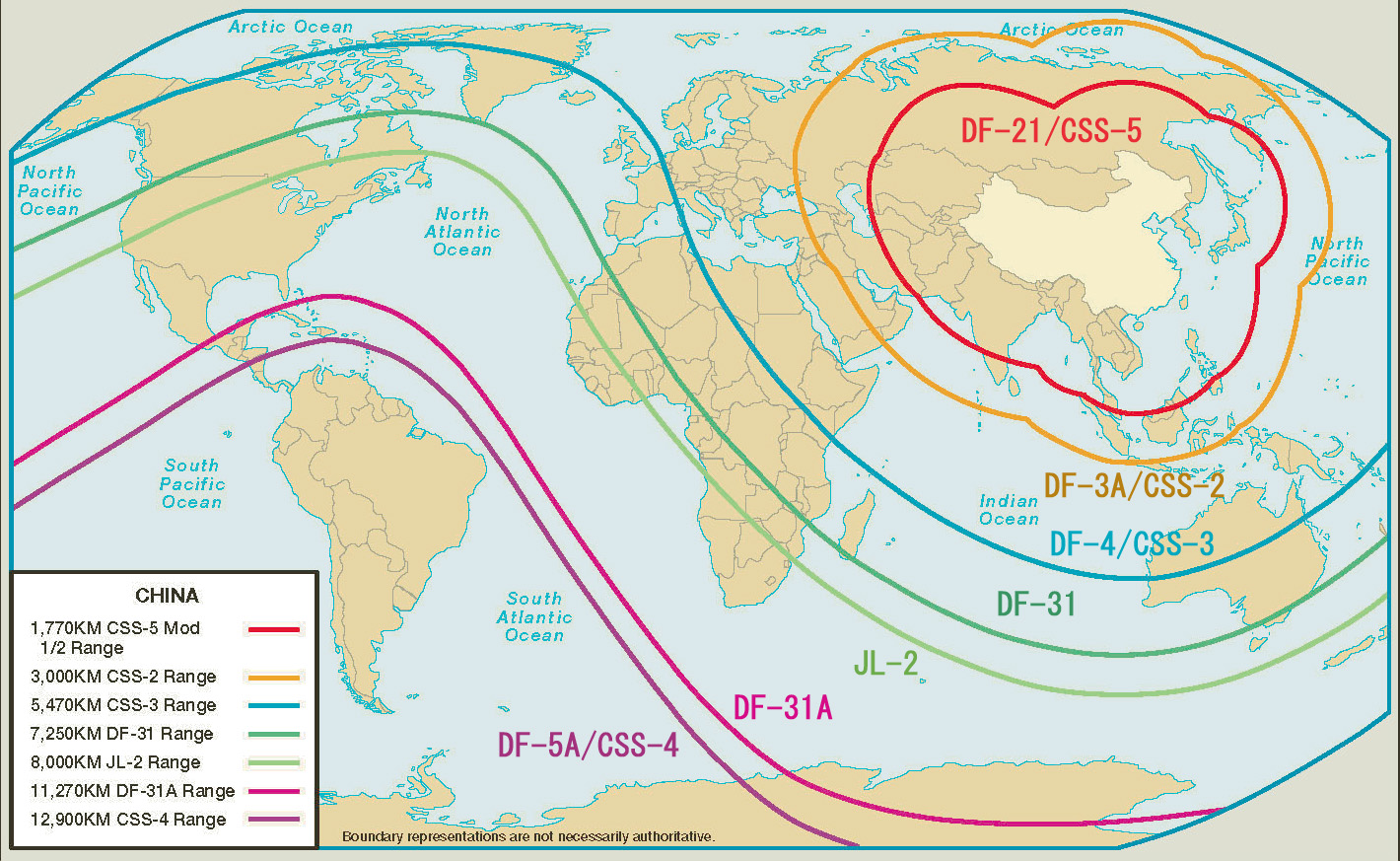
东风系列射程表

东风-21型弹道导弹（DF-21、北约代号：CSS5）为中华人民共和国开发的机动式中程弹道导弹，是中国人民解放军首款采用固体燃料推进且可机动发射的导弹，也是世界上首个反舰弹道导弹，具有导弹里程碑的意义。目前编制配属于中国人民解放军火箭军，东风21型主要部署在辽宁、江西、云南、福建、青海等地，可對台灣、日本、韓國、東南亞、印度、中亞等地区敵目標造成威脅；美国方面研判约50到100具之间，实际数字并未公之于世。
东风21型是原「第二炮兵」部队研发最为成熟的导弹型号，陆陆续续解放军还会推出更多种衍生型，以弥补现阶段导弹技术上的不足。东风-21丙型曾完成多弹头试射，2009年也曾出现在首都各界慶祝中華人民共和國成立60周年大會的閱兵典礼上。

## 研发沿革
东风-21的研发始于1979年，由潜艇发射的巨浪系列导弹巨浪一型弹道导弹改装为陆基，故中国军方内部因而有“巨浪上岸”之称。 
东风21型原型在1985年進行試射，1989年开始量产，一般射程约在2000公里左右，目前有东风21甲、乙、丙、丁等4种衍生型，其中东风21丙型飞弹的射程约在1600至2000公里，主要用以打击美军在东亚（日本、韩国、关岛、越南、菲律賓）與印度的部署基地；东风21丁型射程与丙型导弹一样，为反舰弹道导弹。
首先在1990年代开发的在射程和精准度等方面改进提升的东风-21甲改型（DF-21AG）。而东风21丙型（DF-21D）为反制国家导弹防御系统的功能再进而精益求精，加入了精密导引与主被动突防辅助装置，在进入大气层部有气动翼面控制弹道，射程达3100公里以上、而精准度则在方圆100公尺以下。
东风-21是地面车载弹道导弹，导弹车储存、举起、发射三位一体。每组发射车另配5辆后勤车辆保障。

### 外銷
2007年起就有傳言東風21被沙烏地阿拉伯選中作為21世紀進攻性武器，然而雙方都不承認此一事實，2014年1月，美國新聞週刊雜誌報導透露2007年起沙烏地阿拉伯开始採購東風21彈道飛彈，且知会了美國中央情報局這項採購計畫，美方同意不作過多反应，但是要求沙特阿拉伯保证不将其用于装载核武器。
而各国核弹头不能通用，中方自1988年开始出口中程弹道导弹的金轮工程（首批为向沙特阿拉伯皇家战略火箭军出口东风3）以来从未向任何国家出售过核弹头，因此购买中方大型导弹的各国若想将其用作核武载具的话，一是需要有核弹头，二是需要自行解决导弹与弹头匹配问题，并按载荷重新计算弹道，调校制导设备。对于此次DF-21贸易，中央情报局和沙特军方进行了秘密会谈，并派遣了美国中央情报局副局长助理、亚洲事务专家“迈克尔·莫雷尔”和情报处长“约翰·柯林根”作为分析师前往沙特核查，以证实这些导弹没有装载核弹头的能力，其实中方本来就无意对沙特核技术扩散早就拔除飞弹的核武器发射线路，中情局实为调查DF-21本身并为此项目支出了约70万美元的经费。核查结果为此批DF-21有可能是为搭载常规弹头设计的，可重载（1吨）而射程较短（1700公里）的DF-21B。然而此类导弹仍有可能被改装，用于装载核弹头。
2014年9月的記者會中，沙烏地阿拉伯聯合軍事委員會顧問證實沙特阿拉伯皇家战略火箭军已經裝備了東風21。2007年時的傳言階段可能是最初的交貨與人員訓練協約，至今坦承則可能代表沙方已經完成全部的訓練、後勤並佈署相當數量產生初始戰備能力；雖然採購了東風21，但詳細採購型號及數量外界當前未有確實資料佐證；且後期型號的東風21C藉由衛星座標支援降低圓機率誤差，沙烏地是否有採購必要的衛星偵察及定位服務也無法證實，但香港文匯報認為沙烏地應該也採購了這些配套服務，並在這批彈道飛彈上運用了北斗衛星定位系統減少被第三國干涉的空間。
這批飛彈的假想敵，美國新聞周刊報導認為是伊朗。

## 东风-21D反舰弹道导弹

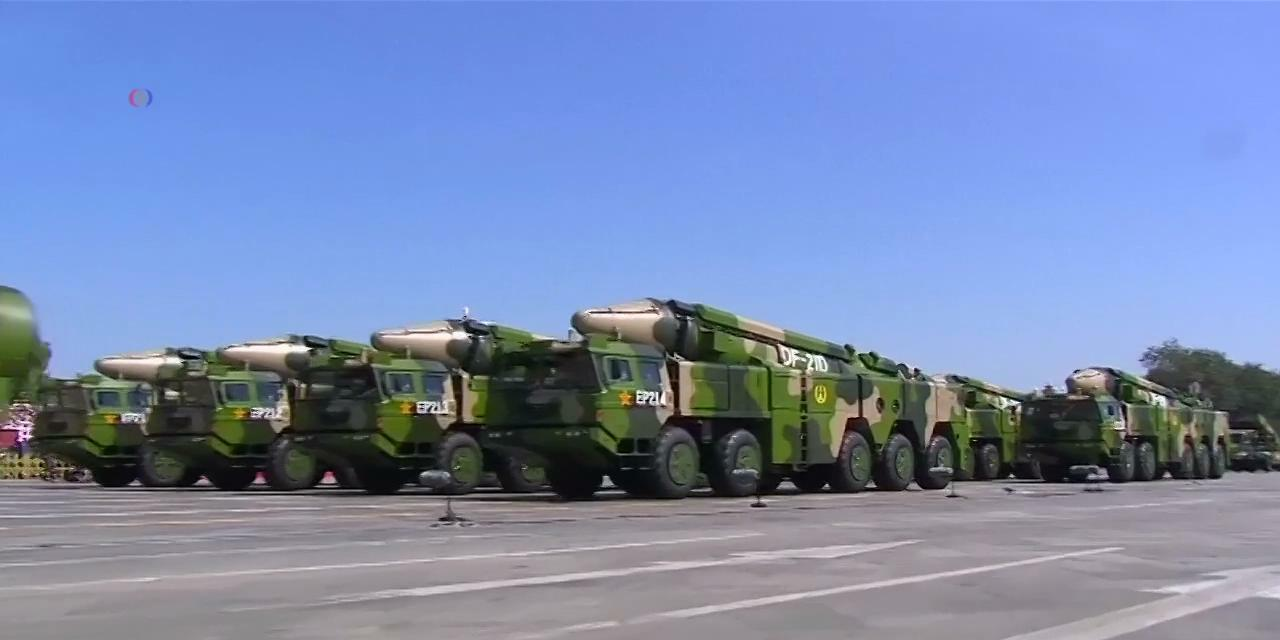
東風21D反舰型

东风-21D反舰弹道导弹（DF-21D、北约代号：CSS-5 Mod-4）是东风21的反舰型号。
2010年8月19日，中华民国国家安全局的研究认为中国大陆最新型的“东风-21丁型”导弹实际为反舰弹道导弹，防止未来台海冲突引起美国干涉，专门对付美国的航空母舰，即外界盛传为“航母杀手”。截至到2014年10月，东风-21丁型已经在中国东南和东北地区部署了两个旅。
照片顯示试验地点在戈壁，沒有官方訊息表明是哪款飛彈，但漢和防務評論綜合國際專家看法認為就是傳言已久的东风-21D。2014年10月一張照片流出，退役的053H級護衛艦「鎮江艦」作為靶船遭擊毀，但毀傷艦橋完全壓扁坍塌，側面的艦身也因受力而明顯彎曲外突，很明顯地是由上至下擊中，被部分軍事家分析是反舰弹道导弹試射成果，且可以擊中護衛艦級的小目標。
在抗战胜利70周年阅兵仪式上，中国首次公开了东风-21D导弹，并明确表示它是打击舰船目标的陆基弹道导弹。在93抗日戰爭閱兵中還展示了東風-26射程在5000公里左右的核/常兼備彈的反艦彈道導彈，在1960年代前蘇聯赫魯雪夫也打算建造反艦彈道導彈但是因當時技術條件的困難而放棄。
2016年2月4日，中国媒体公布了一组驻北方火箭军部队冒着严寒低温执行了实弹发射任务的视频，从中国中央电视台公开的画面上看，发射的导弹疑似东风21C/D型中程战略导弹，其弹头是“采用了带空气舵的双锥体”新弹头。
2020年8月26日，香港《南华早报》和美国彭博社报道称：“中国于26日发射了4枚中程弹道导弹，击中位于海南岛和西沙群岛之间的南海海域，导弹分别是从青海发射的‘东风-26’中远程弹道导弹，以及从浙江发射的‘东风-21D’中程弹道导弹。”